# Plantilles de l'Eurocopa 2016
Per l'Eurocopa de 2016, les 24 seleccions participants havien d'inscriure equips de 23 jugadors - tres dels quals havien de ser porters - a data 31 de maig de 2016, 10 dies abans del partit inaugural del torneig. En cas que algun dels jugadors inscrits patís una lesió abans del primer partit a disputar pel seu equip, el jugador podria ser substituït, sempre que el metge de l'equip i un metge del Comitè Mèdic de la UEFA confirmessin ambdós que la lesió o la malaltia fos prou greu per impedir la participació del jugador durant el torneig.

## Grup A

### França
Entrenador: Didier Deschamps
França va anunciar el seu equip definitiu el 12 May. Raphaël Varane fou substituït per lesió per Adil Rami. El 28 de maig, Jérémy Mathieu fou substituït per Samuel Umtiti també per lesió. El 31 de maig, Lassana Diarra fou canviat per Morgan Schneiderlin també per lesió. Els dorsals de l'equip es varen anunciar el 30 de maig.
| Dorsal | Posició | Jugador             | Data de naixement/edat | Partits | Gols | Club                       |
| ------ | ------- | ------------------- | ---------------------- | ------- | ---- | -------------------------- |
| 1      | POR     | Hugo Lloris         | 26 de desembre de 1986 | 75      | 0    | Tottenham Hotspur (capità) |
| 2      | DEF     | Christophe Jallet   | 31 d'octubre de 1983   | 11      | 1    | Lyon                       |
| 3      | DEF     | Patrice Evra        | 15 de maig de 1981     | 73      | 0    | Juventus                   |
| 4      | DEF     | Adil Rami           | 27 de desembre de 1985 | 28      | 1    | Sevilla FC                 |
| 5      | MIG     | N'Golo Kanté        | 29 de març de 1991     | 4       | 1    | Leicester City             |
| 6      | MIG     | Yohan Cabaye        | 14 de gener de 1986    | 46      | 4    | Crystal Palace             |
| 7      | DAV     | Antoine Griezmann   | 21 de març de 1991     | 27      | 7    | Atlètic de Madrid          |
| 8      | MIG     | Dimitri Payet       | 29 de març de 1987     | 18      | 3    | West Ham United            |
| 9      | DAV     | Olivier Giroud      | 30 de setembre de 1986 | 49      | 17   | Arsenal                    |
| 10     | DAV     | André-Pierre Gignac | 5 de desembre de 1985  | 27      | 7    | UANL                       |
| 11     | DAV     | Anthony Martial     | 5 de desembre de 1995  | 9       | 0    | Manchester United          |
| 12     | MIG     | Morgan Schneiderlin | 8 de novembre de 1989  | 15      | 0    | Manchester United          |
| 13     | DEF     | Eliaquim Mangala    | 13 de febrer de 1991   | 7       | 0    | Manchester City            |
| 14     | MIG     | Blaise Matuidi      | 9 d'abril de 1987      | 44      | 8    | Paris Saint-Germain        |
| 15     | MIG     | Paul Pogba          | 15 de març de 1993     | 31      | 5    | Juventus                   |
| 16     | POR     | Steve Mandanda      | 28 de març de 1985     | 22      | 0    | Marseille                  |
| 17     | DEF     | Lucas Digne         | 20 de juliol de 1993   | 13      | 0    | Roma                       |
| 18     | MIG     | Moussa Sissoko      | 16 d'agost de 1989     | 38      | 1    | Newcastle United           |
| 19     | DEF     | Bacary Sagna        | 14 de febrer de 1983   | 57      | 0    | Manchester City            |
| 20     | DAV     | Kingsley Coman      | 13 de juny de 1996     | 5       | 1    | Bayern de Múnic            |
| 21     | DEF     | Laurent Koscielny   | 10 de setembre de 1985 | 29      | 1    | Arsenal                    |
| 22     | DEF     | Samuel Umtiti       | 14 de novembre de 1993 | 0       | 0    | Lyon                       |
| 23     | POR     | Benoît Costil       | 3 de juliol de 1987    | 0       | 0    | Rennes                     |

### Romania
Entrenador: Anghel Iordănescu
Romania va anunciar el seu equip definitiu el 31 de maig.
| Dorsal | Posició | Jugador            | Data de naixement/edat | Partits | Gols | Club               |
| ------ | ------- | ------------------ | ---------------------- | ------- | ---- | ------------------ |
| 1      | POR     | Costel Pantilimon  | 1 de febrer de 1987    | 22      | 0    | Watford            |
| 2      | DEF     | Alexandru Mățel    | 17 d'octubre de 1989   | 16      | 0    | Dinamo de Zagreb   |
| 3      | DEF     | Răzvan Raț         | 26 de maig de 1981     | 110     | 2    | Rayo Vallecano     |
| 4      | DEF     | Cosmin Moți        | 3 de desembre de 1984  | 7       | 0    | Ludogorets Razgrad |
| 5      | MIG     | Ovidiu Hoban       | 27 de desembre de 1982 | 19      | 1    | Hapoel Be'er Sheva |
| 6      | DEF     | Vlad Chiricheș     | 14 de novembre de 1989 | 40      | 0    | Napoli (capità)    |
| 7      | MIG     | Alexandru Chipciu  | 18 de maig de 1989     | 20      | 3    | Steaua București   |
| 8      | MIG     | Mihai Pintilii     | 9 de novembre de 1984  | 30      | 1    | Steaua București   |
| 9      | DAV     | Denis Alibec       | 5 de gener de 1991     | 3       | 1    | Astra Giurgiu      |
| 10     | MIG     | Nicolae Stanciu    | 7 de maig de 1993      | 4       | 3    | Steaua București   |
| 11     | MIG     | Gabriel Torje      | 22 de novembre de 1989 | 49      | 10   | Osmanlıspor        |
| 12     | POR     | Ciprian Tătărușanu | 9 de febrer de 1986    | 35      | 0    | Fiorentina         |
| 13     | DAV     | Claudiu Keșerü     | 2 de desembre de 1986  | 12      | 4    | Ludogorets Razgrad |
| 14     | DAV     | Florin Andone      | 11 d'abril de 1993     | 5       | 1    | Córdoba CF         |
| 15     | DEF     | Valerică Găman     | 25 de febrer de 1989   | 13      | 1    | Astra Giurgiu      |
| 16     | DEF     | Steliano Filip     | 15 de maig de 1994     | 4       | 0    | Dinamo București   |
| 17     | MIG     | Lucian Sânmărtean  | 13 de març de 1980     | 19      | 0    | Al-Ittihad         |
| 18     | MIG     | Andrei Prepeliță   | 8 de desembre de 1985  | 9       | 0    | Ludogorets Razgrad |
| 19     | DAV     | Bogdan Stancu      | 28 de juny de 1987     | 39      | 9    | Gençlerbirliği     |
| 20     | MIG     | Adrian Popa        | 24 de juliol de 1988   | 13      | 0    | Steaua București   |
| 21     | DEF     | Dragoș Grigore     | 7 de setembre de 1986  | 19      | 0    | Al-Sailiya         |
| 22     | DEF     | Cristian Săpunaru  | 5 d'abril de 1984      | 12      | 0    | Pandurii Târgu Jiu |
| 23     | POR     | Silviu Lung Jr.    | 4 de juny de 1989      | 3       | 0    | Astra Giurgiu      |

### Albània
Entrenador:  Gianni De Biasi
Albània va anunciar el seu equip definitiu el 31 de maig.
| Dorsal | Posició | Jugador          | Data de naixement/edat | Partits | Gols | Club                |
| ------ | ------- | ---------------- | ---------------------- | ------- | ---- | ------------------- |
| 1      | POR     | Etrit Berisha    | 10 de març de 1989     | 35      | 0    | Lazio               |
| 2      | DEF     | Andi Lila        | 12 de febrer de 1986   | 59      | 0    | PAS Giannina        |
| 3      | MIG     | Ermir Lenjani    | 5 d'agost de 1989      | 19      | 3    | Nantes              |
| 4      | DEF     | Elseid Hysaj     | 20 de febrer de 1994   | 20      | 0    | Napoli              |
| 5      | DEF     | Lorik Cana       | 27 de juny de 1983     | 92      | 1    | Nantes (capità)     |
| 6      | DEF     | Freddie Veseli   | 20 de novembre de 1992 | 3       | 0    | Lugano              |
| 7      | DEF     | Ansi Agolli      | 11 de novembre de 1982 | 61      | 2    | Qarabağ             |
| 8      | MIG     | Migjen Basha     | 5 de gener de 1987     | 19      | 3    | Como                |
| 9      | MIG     | Ledian Memushaj  | 7 de desembre de 1986  | 14      | 0    | Pescara             |
| 10     | DAV     | Armando Sadiku   | 27 de maig de 1991     | 20      | 5    | Vaduz               |
| 11     | DAV     | Shkëlzen Gashi   | 15 de juliol de 1988   | 14      | 1    | Colorado Rapids     |
| 12     | POR     | Orges Shehi      | 25 de setembre de 1977 | 7       | 0    | Skënderbeu Korçë    |
| 13     | MIG     | Burim Kukeli     | 16 de gener de 1984    | 15      | 0    | Zürich              |
| 14     | MIG     | Taulant Xhaka    | 28 de març de 1991     | 12      | 0    | Basel               |
| 15     | DEF     | Mërgim Mavraj    | 9 de juny de 1986      | 26      | 3    | 1. FC Köln          |
| 16     | DAV     | Sokol Cikalleshi | 27 de juliol de 1990   | 20      | 2    | İstanbul Başakşehir |
| 17     | DEF     | Naser Aliji      | 27 de desembre de 1993 | 5       | 0    | Basel               |
| 18     | DEF     | Arlind Ajeti     | 25 de setembre de 1993 | 10      | 1    | Frosinone           |
| 19     | DAV     | Bekim Balaj      | 11 de gener de 1991    | 16      | 2    | Rijeka              |
| 20     | MIG     | Ergys Kaçe       | 8 de juliol de 1993    | 16      | 2    | PAOK                |
| 21     | MIG     | Odise Roshi      | 21 de maig de 1991     | 33      | 1    | Rijeka              |
| 22     | MIG     | Amir Abrashi     | 27 de març de 1990     | 18      | 0    | SC Freiburg         |
| 23     | POR     | Alban Hoxha      | 23 de novembre de 1987 | 1       | 0    | Partizani Tirana    |

### Suïssa
Entrenador: Vladimir Petković
Suïssa va anunciar el seu equip definitiu el 30 de maig.
| Dorsal | Posició | Jugador              | Data de naixement/edat | Partits | Gols | Club                     |
| ------ | ------- | -------------------- | ---------------------- | ------- | ---- | ------------------------ |
| 1      | POR     | Yann Sommer          | 7 de desembre de 1988  | 17      | 0    | Borussia Mönchengladbach |
| 2      | DEF     | Stephan Lichtsteiner | 16 de gener de 1984    | 80      | 5    | Juventus (capità)        |
| 3      | DEF     | François Moubandje   | 21 de juny de 1990     | 10      | 0    | Toulouse                 |
| 4      | DEF     | Nico Elvedi          | 30 de setembre de 1996 | 1       | 0    | Borussia Mönchengladbach |
| 5      | DEF     | Steve von Bergen     | 10 de juny de 1983     | 49      | 0    | Young Boys               |
| 6      | DEF     | Michael Lang         | 8 de febrer de 1991    | 15      | 2    | Basel                    |
| 7      | DAV     | Breel Embolo         | 14 de febrer de 1997   | 9       | 1    | Basel                    |
| 8      | MIG     | Fabian Frei          | 8 de gener de 1989     | 7       | 1    | Mainz 05                 |
| 9      | DAV     | Haris Seferović      | 22 de febrer de 1992   | 29      | 7    | Eintracht Frankfurt      |
| 10     | MIG     | Granit Xhaka         | 27 de setembre de 1992 | 41      | 6    | Borussia Mönchengladbach |
| 11     | MIG     | Valon Behrami        | 19 d'abril de 1985     | 64      | 2    | Watford                  |
| 12     | POR     | Marwin Hitz          | 18 de setembre de 1987 | 2       | 0    | FC Augsburg              |
| 13     | DEF     | Ricardo Rodríguez    | 25 d'agost de 1992     | 35      | 0    | VfL Wolfsburg            |
| 14     | MIG     | Denis Zakaria        | 20 de novembre de 1996 | 0       | 0    | Young Boys               |
| 15     | MIG     | Blerim Džemaili      | 12 d'abril de 1986     | 46      | 6    | Genoa                    |
| 16     | MIG     | Gélson Fernandes     | 2 de setembre de 1986  | 55      | 2    | Rennes                   |
| 17     | DAV     | Shani Tarashaj       | 7 de febrer de 1995    | 2       | 0    | Grasshoppers             |
| 18     | DAV     | Admir Mehmedi        | 16 de març de 1991     | 40      | 3    | Bayer Leverkusen         |
| 19     | DAV     | Eren Derdiyok        | 12 de juny de 1988     | 50      | 10   | Kasımpaşa                |
| 20     | DEF     | Johan Djourou        | 18 de gener de 1987    | 59      | 2    | Hamburger SV             |
| 21     | POR     | Roman Bürki          | 14 de novembre de 1990 | 4       | 0    | Borussia Dortmund        |
| 22     | DEF     | Fabian Schär         | 20 de desembre de 1991 | 19      | 5    | 1899 Hoffenheim          |
| 23     | MIG     | Xherdan Shaqiri      | 10 d'octubre de 1991   | 51      | 17   | Stoke City               |

## Grup B

### Anglaterra
Entrenador: Roy Hodgson
Anglaterra va anunciar el seu equip final el 31 de maig.
| Dorsal | Posició | Jugador          | Data de naixement/edat | Partits | Gols | Club                       |
| ------ | ------- | ---------------- | ---------------------- | ------- | ---- | -------------------------- |
| 1      | POR     | Joe Hart         | 19 d'abril de 1987     | 59      | 0    | Manchester City            |
| 2      | DEF     | Kyle Walker      | 28 de maig de 1990     | 16      | 0    | Tottenham Hotspur          |
| 3      | DEF     | Danny Rose       | 2 de juliol de 1990    | 4       | 0    | Tottenham Hotspur          |
| 4      | MIG     | James Milner     | 4 de gener de 1986     | 60      | 1    | Liverpool                  |
| 5      | DEF     | Gary Cahill      | 19 de desembre de 1985 | 43      | 3    | Chelsea                    |
| 6      | DEF     | Chris Smalling   | 22 de novembre de 1989 | 25      | 1    | Manchester United          |
| 7      | MIG     | Raheem Sterling  | 8 de desembre de 1994  | 23      | 2    | Manchester City            |
| 8      | MIG     | Adam Lallana     | 10 de maig de 1988     | 23      | 0    | Liverpool                  |
| 9      | DAV     | Harry Kane       | 28 de juliol de 1993   | 12      | 5    | Tottenham Hotspur          |
| 10     | DAV     | Wayne Rooney     | 24 d'octubre de 1985   | 111     | 52   | Manchester United (capità) |
| 11     | DAV     | Jamie Vardy      | 11 de gener de 1987    | 8       | 3    | Leicester City             |
| 12     | DEF     | Nathaniel Clyne  | 5 d'abril de 1991      | 12      | 0    | Liverpool                  |
| 13     | POR     | Fraser Forster   | 17 de març de 1988     | 6       | 0    | Southampton                |
| 14     | MIG     | Jordan Henderson | 17 de juny de 1990     | 26      | 0    | Liverpool                  |
| 15     | DAV     | Daniel Sturridge | 1 de setembre de 1989  | 18      | 5    | Liverpool                  |
| 16     | DEF     | John Stones      | 28 de maig de 1994     | 10      | 0    | Everton                    |
| 17     | MIG     | Eric Dier        | 15 de gener de 1994    | 7       | 1    | Tottenham Hotspur          |
| 18     | MIG     | Jack Wilshere    | 1 de gener de 1992     | 31      | 2    | Arsenal                    |
| 19     | MIG     | Ross Barkley     | 5 de desembre de 1993  | 22      | 2    | Everton                    |
| 20     | MIG     | Dele Alli        | 11 d'abril de 1996     | 8       | 1    | Tottenham Hotspur          |
| 21     | DEF     | Ryan Bertrand    | 5 d'agost de 1989      | 8       | 0    | Southampton                |
| 22     | DAV     | Marcus Rashford  | 31 d'octubre de 1997   | 1       | 1    | Manchester United          |
| 23     | POR     | Tom Heaton       | 15 d'abril de 1986     | 1       | 0    | Burnley                    |

### Rússia
Entrenador: Leonid Slutski
Rússia va anunciar el seu equip definitiu el 21 de maig. El migcampista Alan Dzagóiev era a la llista original, però es va lesionar i fou substituït per Dmitri Torbinski. El 7 de juny, Ígor Deníssov fou substituït per Artur Iussúpov també per lesió.
| Dorsal | Posició | Jugador            | Data de naixement/edat | Partits | Gols | Club                   |
| ------ | ------- | ------------------ | ---------------------- | ------- | ---- | ---------------------- |
| 1      | POR     | Igor Akinfeev      | 8 d'abril de 1986      | 86      | 0    | CSKA Moscow            |
| 2      | DEF     | Roman Xixkin       | 27 de gener de 1987    | 10      | 0    | Lokomotiv Moscow       |
| 3      | DEF     | Ígor Smólnikov     | 8 d'agost de 1988      | 12      | 0    | Zenit Saint Petersburg |
| 4      | DEF     | Serguei Ignaxévitx | 14 de juliol de 1979   | 115     | 8    | CSKA Moscow            |
| 5      | DEF     | Roman Neustädter   | 18 de febrer de 1988   | 0       | 0    | Schalke 04             |
| 6      | DEF     | Aleksei Berezutski | 20 de juny de 1982     | 57      | 0    | CSKA Moscow            |
| 7      | MIG     | Artur Iussúpov     | 1 de setembre de 1989  | 2       | 0    | Zenit Saint Petersburg |
| 8      | MIG     | Denís Gluixakov    | 27 de gener de 1987    | 42      | 4    | Spartak Moscow         |
| 9      | DAV     | Aleksandr Kokorin  | 19 de març de 1991     | 37      | 11   | Zenit Saint Petersburg |
| 10     | DAV     | Fiódor Smólov      | 5 de febrer de 1990    | 12      | 5    | Krasnodar              |
| 11     | MIG     | Pàvel Mamàiev      | 17 de setembre de 1988 | 10      | 0    | Krasnodar              |
| 12     | POR     | Iuri Lodiguin      | 26 de maig de 1990     | 10      | 0    | Zenit Saint Petersburg |
| 13     | MIG     | Aleksandr Golovín  | 30 de maig de 1996     | 3       | 2    | CSKA Moscow            |
| 14     | DEF     | Vassili Berezutski | 20 de juny de 1982     | 93      | 4    | CSKA Moscow            |
| 15     | MIG     | Roman Xirókov      | 6 de juliol de 1981    | 53      | 13   | CSKA Moscow (capità)   |
| 16     | POR     | Guilherme Marinato | 12 de desembre de 1985 | 1       | 0    | Lokomotiv Moscow       |
| 17     | MIG     | Oleg Xàtov         | 29 de juny de 1990     | 21      | 2    | Zenit Saint Petersburg |
| 18     | MIG     | Oleg Ivanov        | 4 d'agost de 1986      | 3       | 0    | Terek Grozny           |
| 19     | MIG     | Aleksandr Samédov  | 19 de juliol de 1984   | 28      | 3    | Lokomotiv Moscow       |
| 20     | MIG     | Dmitri Torbinski   | 28 d'abril de 1984     | 28      | 2    | Krasnodar              |
| 21     | DEF     | Gueorgui Sxénnikov | 27 d'abril de 1991     | 7       | 0    | CSKA Moscow            |
| 22     | DAV     | Artiom Dziuba      | 22 d'agost de 1988     | 16      | 8    | Zenit Saint Petersburg |
| 23     | DEF     | Dmitri Kombàrov    | 22 de gener de 1987    | 38      | 2    | Spartak Moscow         |

### Gal·les
Entrenador: Chris Coleman
Gal·les va anunciar el seu equip definitiu el 31 de maig.
| Dorsal | Posició | Jugador            | Data de naixement/edat | Partits | Gols | Club                         |
| ------ | ------- | ------------------ | ---------------------- | ------- | ---- | ---------------------------- |
| 1      | POR     | Wayne Hennessey    | 24 de gener de 1987    | 56      | 0    | Crystal Palace               |
| 2      | DEF     | Chris Gunter       | 21 de juliol de 1989   | 66      | 0    | Reading                      |
| 3      | DEF     | Neil Taylor        | 7 de febrer de 1989    | 27      | 0    | Swansea City                 |
| 4      | DEF     | Ben Davies         | 24 d'abril de 1993     | 19      | 0    | Tottenham Hotspur            |
| 5      | DEF     | James Chester      | 23 de gener de 1989    | 10      | 0    | West Bromwich Albion         |
| 6      | DEF     | Ashley Williams    | 23 d'agost de 1984     | 58      | 1    | Swansea City (capità)        |
| 7      | MIG     | Joe Allen          | 14 de març de 1990     | 25      | 0    | Liverpool                    |
| 8      | MIG     | Andy King          | 29 d'octubre de 1988   | 32      | 2    | Leicester City               |
| 9      | DAV     | Hal Robson-Kanu    | 21 de maig de 1989     | 30      | 2    | Reading                      |
| 10     | MIG     | Aaron Ramsey       | 26 de desembre de 1990 | 38      | 10   | Arsenal                      |
| 11     | DAV     | Gareth Bale        | 16 de juliol de 1989   | 54      | 19   | Reial Madrid                 |
| 12     | POR     | Owain Fôn Williams | 17 de març de 1987     | 1       | 0    | Inverness Caledonian Thistle |
| 13     | DAV     | George Williams    | 7 de setembre de 1995  | 7       | 0    | Gillingham                   |
| 14     | MIG     | David Edwards      | 3 de febrer de 1986    | 31      | 3    | Wolverhampton Wanderers      |
| 15     | DEF     | Jazz Richards      | 12 d'abril de 1991     | 9       | 0    | Fulham                       |
| 16     | MIG     | Joe Ledley         | 23 de gener de 1987    | 61      | 4    | Crystal Palace               |
| 17     | DAV     | David Cotterill    | 4 de desembre de 1987  | 23      | 2    | Birmingham City              |
| 18     | DAV     | Sam Vokes          | 21 d'octubre de 1989   | 39      | 6    | Burnley                      |
| 19     | DEF     | James Collins      | 23 d'agost de 1983     | 46      | 3    | West Ham United              |
| 20     | MIG     | Jonathan Williams  | 9 d'octubre de 1993    | 11      | 0    | Milton Keynes Dons           |
| 21     | POR     | Danny Ward         | 22 de juny de 1993     | 1       | 0    | Liverpool                    |
| 22     | MIG     | David Vaughan      | 18 de febrer de 1983   | 41      | 1    | Nottingham Forest            |
| 23     | DAV     | Simon Church       | 10 de desembre de 1988 | 35      | 3    | Aberdeen                     |

### Eslovàquia
Entrenador: Ján Kozák
Eslovàquia va anunciar el seu equip definitiu el 30 de maig.
| Dorsal | Posició | Jugador          | Data de naixement/edat | Partits | Gols | Club               |
| ------ | ------- | ---------------- | ---------------------- | ------- | ---- | ------------------ |
| 1      | POR     | Ján Mucha        | 5 de desembre de 1982  | 45      | 0    | Slovan Bratislava  |
| 2      | DEF     | Peter Pekarík    | 30 d'octubre de 1986   | 65      | 2    | Hertha BSC         |
| 3      | DEF     | Martin Škrtel    | 15 de desembre de 1984 | 79      | 5    | Liverpool (capità) |
| 4      | DEF     | Ján Ďurica       | 10 de desembre de 1981 | 77      | 4    | Lokomotiv Moscow   |
| 5      | DEF     | Norbert Gyömbér  | 3 de juliol de 1992    | 12      | 0    | Roma               |
| 6      | MIG     | Ján Greguš       | 29 de gener de 1991    | 5       | 0    | Baumit Jablonec    |
| 7      | MIG     | Vladimír Weiss   | 30 de novembre de 1989 | 50      | 4    | Al-Gharafa         |
| 8      | MIG     | Ondrej Duda      | 5 de desembre de 1994  | 9       | 1    | Legia Warsaw       |
| 9      | DAV     | Stanislav Šesták | 16 de desembre de 1982 | 63      | 13   | Ferencváros        |
| 10     | MIG     | Miroslav Stoch   | 19 d'octubre de 1989   | 52      | 6    | Bursaspor          |
| 11     | DAV     | Adam Nemec       | 2 de setembre de 1985  | 20      | 4    | Willem II          |
| 12     | POR     | Ján Novota       | 29 de novembre de 1983 | 2       | 0    | Rapid Wien         |
| 13     | MIG     | Patrik Hrošovský | 22 d'abril de 1992     | 9       | 0    | Viktoria Plzeň     |
| 14     | DEF     | Milan Škriniar   | 11 de febrer de 1995   | 2       | 0    | Sampdoria          |
| 15     | DEF     | Tomáš Hubočan    | 17 de setembre de 1985 | 44      | 0    | Dynamo Moscow      |
| 16     | DEF     | Kornel Saláta    | 24 de gener de 1985    | 36      | 2    | Slovan Bratislava  |
| 17     | MIG     | Marek Hamšík     | 27 de juliol de 1987   | 85      | 17   | Napoli             |
| 18     | DEF     | Dušan Švento     | 1 d'agost de 1985      | 36      | 1    | 1. FC Köln         |
| 19     | MIG     | Juraj Kucka      | 26 de febrer de 1987   | 45      | 4    | Milan              |
| 20     | MIG     | Róbert Mak       | 8 de març de 1991      | 26      | 7    | PAOK               |
| 21     | DAV     | Michal Ďuriš     | 1 de juny de 1988      | 23      | 3    | Viktoria Plzeň     |
| 22     | MIG     | Viktor Pečovský  | 24 de maig de 1983     | 30      | 1    | Žilina             |
| 23     | POR     | Matúš Kozáčik    | 27 de desembre de 1983 | 15      | 0    | Viktoria Plzeň     |

## Grup C

### Alemanya
Entrenador: Joachim Löw
Alemanya va anunciar el seu equip definitiu el 31 de maig.
| Dorsal | Posició | Jugador                | Data de naixement/edat | Partits | Gols | Club                       |
| ------ | ------- | ---------------------- | ---------------------- | ------- | ---- | -------------------------- |
| 1      | POR     | Manuel Neuer           | 27 de març de 1986     | 65      | 0    | Bayern de Múnic            |
| 2      | DEF     | Shkodran Mustafi       | 17 d'abril de 1992     | 10      | 0    | València CF                |
| 3      | DEF     | Jonas Hector           | 27 de maig de 1990     | 14      | 1    | 1. FC Köln                 |
| 4      | DEF     | Benedikt Höwedes       | 29 de febrer de 1988   | 34      | 2    | Schalke 04                 |
| 5      | DEF     | Mats Hummels           | 16 de desembre de 1988 | 46      | 4    | Borussia Dortmund          |
| 6      | MIG     | Sami Khedira           | 4 d'abril de 1987      | 60      | 5    | Juventus                   |
| 7      | MIG     | Bastian Schweinsteiger | 1 d'agost de 1984      | 115     | 23   | Manchester United (capità) |
| 8      | MIG     | Mesut Özil             | 15 d'octubre de 1988   | 73      | 19   | Arsenal                    |
| 9      | MIG     | André Schürrle         | 6 de novembre de 1990  | 52      | 20   | VfL Wolfsburg              |
| 10     | DAV     | Lukas Podolski         | 4 de juny de 1985      | 128     | 48   | Galatasaray                |
| 11     | MIG     | Julian Draxler         | 20 de setembre de 1993 | 19      | 1    | VfL Wolfsburg              |
| 12     | POR     | Bernd Leno             | 4 de març de 1992      | 1       | 0    | Bayer Leverkusen           |
| 13     | DAV     | Thomas Müller          | 13 de setembre de 1989 | 71      | 32   | Bayern de Múnic            |
| 14     | MIG     | Emre Can               | 12 de gener de 1994    | 6       | 0    | Liverpool                  |
| 15     | MIG     | Julian Weigl           | 8 de setembre de 1995  | 1       | 0    | Borussia Dortmund          |
| 16     | DEF     | Jonathan Tah           | 11 de febrer de 1996   | 1       | 0    | Bayer Leverkusen           |
| 17     | DEF     | Jérôme Boateng         | 3 de setembre de 1988  | 59      | 0    | Bayern de Múnic            |
| 18     | MIG     | Toni Kroos             | 4 de gener de 1990     | 65      | 11   | Reial Madrid               |
| 19     | MIG     | Mario Götze            | 3 de juny de 1992      | 52      | 17   | Bayern de Múnic            |
| 20     | MIG     | Leroy Sané             | 11 de gener de 1996    | 3       | 0    | Schalke 04                 |
| 21     | DEF     | Joshua Kimmich         | 8 de febrer de 1995    | 1       | 0    | Bayern de Múnic            |
| 22     | POR     | Marc-André ter Stegen  | 30 d'abril de 1992     | 6       | 0    | FC Barcelona               |
| 23     | DAV     | Mario Gómez            | 10 de juliol de 1985   | 64      | 27   | Beşiktaş                   |

### Ucraïna
Entrenador: Mikhailo Fomenko
Ucraïna va anunciar el seu equip definitiu el 31 de maig.
| Dorsal | Posició | Jugador             | Data de naixement/edat | Partits | Gols | Club                   |
| ------ | ------- | ------------------- | ---------------------- | ------- | ---- | ---------------------- |
| 1      | POR     | Denís Boiko         | 29 de gener de 1988    | 4       | 0    | Beşiktaş               |
| 2      | DEF     | Bohdan Butkò        | 13 de gener de 1991    | 17      | 0    | Amkar Perm             |
| 3      | DEF     | Ievhèn Khatxeridi   | 28 de juliol de 1987   | 42      | 3    | Dynamo Kyiv            |
| 4      | MIG     | Anatoli Timosxuk    | 30 de març de 1979     | 143     | 4    | Kairat Almaty (capità) |
| 5      | DEF     | Oleksandr Kútxer    | 22 d'octubre de 1982   | 50      | 2    | Shakhtar Donetsk       |
| 6      | MIG     | Taràs Stepanenko    | 8 d'agost de 1989      | 29      | 3    | Shakhtar Donetsk       |
| 7      | MIG     | Andrí Iarmòlenko    | 23 d'octubre de 1989   | 59      | 25   | Dynamo Kyiv            |
| 8      | DAV     | Roman Zozúlia       | 17 de novembre de 1989 | 26      | 4    | Dnipro Dnipropetrovsk  |
| 9      | MIG     | Víktor Kovalenko    | 14 de febrer de 1996   | 3       | 0    | Shakhtar Donetsk       |
| 10     | MIG     | Ievhèn Konoplianka  | 29 de setembre de 1989 | 53      | 14   | Sevilla FC             |
| 11     | DAV     | Ievhèn Seleznov     | 20 de juliol de 1985   | 50      | 11   | Shakhtar Donetsk       |
| 12     | POR     | Andrí Piàtov        | 28 de juny de 1984     | 64      | 0    | Shakhtar Donetsk       |
| 13     | DEF     | Viatxeslav Xevtxuk  | 13 de maig de 1979     | 54      | 0    | Shakhtar Donetsk       |
| 14     | MIG     | Ruslan Rotan        | 29 d'octubre de 1981   | 88      | 7    | Dnipro Dnipropetrovsk  |
| 15     | DAV     | Pilip Budkivski     | 10 de març de 1992     | 6       | 0    | Zorya Luhansk          |
| 16     | MIG     | Serhí Sidortxuk     | 2 de maig de 1991      | 12      | 2    | Dynamo Kyiv            |
| 17     | DEF     | Artem Fedetski      | 26 d'abril de 1985     | 49      | 2    | Dnipro Dnipropetrovsk  |
| 18     | MIG     | Serhí Ribalka       | 1 d'abril de 1990      | 9       | 0    | Dynamo Kyiv            |
| 19     | MIG     | Denís Hàrmaix       | 19 d'abril de 1990     | 27      | 2    | Dynamo Kyiv            |
| 20     | DEF     | Iaroslav Rakitski   | 3 d'agost de 1989      | 40      | 4    | Shakhtar Donetsk       |
| 21     | MIG     | Oleksandr Zíntxenko | 15 de desembre de 1996 | 3       | 1    | Ufa                    |
| 22     | MIG     | Oleksandr Karavàiev | 2 de juny de 1992      | 3       | 0    | Zorya Luhansk          |
| 23     | POR     | Mikita Xevtxenko    | 26 de gener de 1993    | 0       | 0    | Zorya Luhansk          |

### Polònia
Entrenador: Adam Nawałka
Polònia va anunciar el seu equip definitiu el 30 de maig.
| Dorsal | Posició | Jugador              | Data de naixement/edat | Partits | Gols | Club                     |
| ------ | ------- | -------------------- | ---------------------- | ------- | ---- | ------------------------ |
| 1      | POR     | Wojciech Szczęsny    | 18 d'abril de 1990     | 25      | 0    | Roma                     |
| 2      | DEF     | Michał Pazdan        | 21 de setembre de 1987 | 16      | 0    | Legia Warsaw             |
| 3      | DEF     | Artur Jędrzejczyk    | 4 de novembre de 1987  | 17      | 2    | Legia Warsaw             |
| 4      | DEF     | Thiago Cionek        | 21 d'abril de 1986     | 4       | 0    | Palermo                  |
| 5      | MIG     | Krzysztof Mączyński  | 23 de maig de 1987     | 14      | 1    | Wisła Kraków             |
| 6      | MIG     | Tomasz Jodłowiec     | 8 de setembre de 1985  | 42      | 1    | Legia Warsaw             |
| 7      | DAV     | Arkadiusz Milik      | 28 de febrer de 1994   | 24      | 10   | Ajax                     |
| 8      | MIG     | Karol Linetty        | 2 de febrer de 1995    | 9       | 1    | Lech Poznań              |
| 9      | DAV     | Robert Lewandowski   | 21 d'agost de 1988     | 75      | 34   | Bayern de Múnic (capità) |
| 10     | MIG     | Grzegorz Krychowiak  | 29 de gener de 1990    | 33      | 2    | Sevilla FC               |
| 11     | MIG     | Kamil Grosicki       | 8 de juny de 1988      | 37      | 8    | Rennes                   |
| 12     | POR     | Artur Boruc          | 20 de febrer de 1980   | 62      | 0    | AFC Bournemouth          |
| 13     | DAV     | Mariusz Stępiński    | 12 de maig de 1995     | 2       | 0    | Ruch Chorzów             |
| 14     | DEF     | Jakub Wawrzyniak     | 7 de juliol de 1983    | 48      | 1    | Lechia Gdańsk            |
| 15     | DEF     | Kamil Glik           | 3 de febrer de 1988    | 39      | 3    | Torino FC                |
| 16     | MIG     | Jakub Błaszczykowski | 14 de desembre de 1985 | 77      | 16   | Fiorentina               |
| 17     | MIG     | Sławomir Peszko      | 19 de febrer de 1985   | 35      | 2    | Lechia Gdańsk            |
| 18     | DEF     | Bartosz Salamon      | 1 de maig de 1991      | 7       | 0    | Cagliari                 |
| 19     | MIG     | Piotr Zieliński      | 20 de maig de 1994     | 13      | 3    | Empoli                   |
| 20     | DEF     | Łukasz Piszczek      | 3 de juny de 1985      | 45      | 2    | Borussia Dortmund        |
| 21     | MIG     | Bartosz Kapustka     | 23 de desembre de 1996 | 5       | 2    | Cracovia                 |
| 22     | POR     | Łukasz Fabiański     | 18 d'abril de 1985     | 29      | 0    | Swansea City             |
| 23     | MIG     | Filip Starzyński     | 27 de maig de 1991     | 2       | 1    | Zagłębie Lubin           |

### Irlanda del Nord
Entrenador: Michael O'Neill
Michael O'Neill va anunciar l'equip definitiu al museu Titanic Belfast el28 de maig.
| Dorsal | Posició | Jugador          | Data de naixement/edat | Partits | Gols | Club                 |
| ------ | ------- | ---------------- | ---------------------- | ------- | ---- | -------------------- |
| 1      | POR     | Michael McGovern | 12 de juliol de 1984   | 11      | 0    | Hamilton Academical  |
| 2      | DEF     | Conor McLaughlin | 26 de juliol de 1991   | 18      | 0    | Fleetwood Town       |
| 3      | MIG     | Shane Ferguson   | 12 de juliol de 1991   | 25      | 1    | Millwall             |
| 4      | DEF     | Gareth McAuley   | 5 de desembre de 1979  | 61      | 7    | West Bromwich Albion |
| 5      | DEF     | Jonny Evans      | 3 de gener de 1988     | 49      | 1    | West Bromwich Albion |
| 6      | DEF     | Chris Baird      | 25 de febrer de 1982   | 78      | 0    | Fulham               |
| 7      | MIG     | Niall McGinn     | 20 de juliol de 1987   | 41      | 2    | Aberdeen             |
| 8      | MIG     | Steven Davis     | 1 de gener de 1985     | 83      | 8    | Southampton (capità) |
| 9      | DAV     | Will Grigg       | 3 de juliol de 1991    | 8       | 1    | Wigan Athletic       |
| 10     | DAV     | Kyle Lafferty    | 16 de setembre de 1987 | 51      | 17   | Birmingham City      |
| 11     | DAV     | Conor Washington | 18 de maig de 1992     | 4       | 2    | Queens Park Rangers  |
| 12     | POR     | Roy Carroll      | 30 de setembre de 1977 | 43      | 0    | Notts County         |
| 13     | MIG     | Corry Evans      | 17 de juliol de 1990   | 34      | 1    | Blackburn Rovers     |
| 14     | MIG     | Stuart Dallas    | 19 d'abril de 1991     | 13      | 1    | Leeds United         |
| 15     | DEF     | Luke McCullough  | 15 de febrer de 1994   | 5       | 0    | Doncaster Rovers     |
| 16     | MIG     | Oliver Norwood   | 12 d'abril de 1991     | 34      | 0    | Reading              |
| 17     | DEF     | Paddy McNair     | 27 d'abril de 1995     | 9       | 0    | Manchester United    |
| 18     | DEF     | Aaron Hughes     | 8 de novembre de 1979  | 100     | 1    | Melbourne City       |
| 19     | MIG     | Jamie Ward       | 12 de maig de 1986     | 22      | 2    | Nottingham Forest    |
| 20     | DEF     | Craig Cathcart   | 6 de febrer de 1989    | 28      | 2    | Watford              |
| 21     | DAV     | Josh Magennis    | 15 de maig de 1990     | 19      | 1    | Kilmarnock           |
| 22     | DEF     | Lee Hodson       | 2 d'octubre de 1991    | 16      | 0    | Milton Keynes Dons   |
| 23     | POR     | Alan Mannus      | 19 de maig de 1982     | 8       | 0    | St Johnstone         |

## Grup D

### Espanya
Entrenador: Vicente del Bosque
Espanya va anunciar el seu equip definitiu el 31 de maig.
| Dorsal | Posició | Jugador           | Data de naixement/edat | Partits | Gols | Club              |
| ------ | ------- | ----------------- | ---------------------- | ------- | ---- | ----------------- |
| 1      | POR     | Iker Casillas     | 20 de maig de 1981     | 166     | 0    | FC Porto (capità) |
| 2      | DEF     | César Azpilicueta | 28 d'agost de 1989     | 13      | 0    | Chelsea           |
| 3      | DEF     | Gerard Piqué      | 2 de febrer de 1987    | 75      | 4    | FC Barcelona      |
| 4      | DEF     | Marc Bartra       | 15 de gener de 1991    | 8       | 0    | FC Barcelona      |
| 5      | MIG     | Sergio Busquets   | 16 de juliol de 1988   | 82      | 2    | FC Barcelona      |
| 6      | MIG     | Andrés Iniesta    | 11 de maig de 1984     | 107     | 13   | FC Barcelona      |
| 7      | DAV     | Álvaro Morata     | 23 d'octubre de 1992   | 8       | 1    | Juventus          |
| 8      | MIG     | Koke              | 8 de gener de 1992     | 22      | 0    | Atlètic de Madrid |
| 9      | DAV     | Lucas Vázquez     | 1 de juliol de 1991    | 0       | 0    | Reial Madrid      |
| 10     | MIG     | Cesc Fàbregas     | 4 de maig de 1987      | 103     | 14   | Chelsea           |
| 11     | DAV     | Pedro             | 28 de juliol de 1987   | 55      | 16   | Chelsea           |
| 12     | DEF     | Héctor Bellerín   | 19 de març de 1995     | 1       | 0    | Arsenal           |
| 13     | POR     | David de Gea      | 7 de novembre de 1990  | 8       | 0    | Manchester United |
| 14     | MIG     | Thiago            | 11 d'abril de 1991     | 8       | 0    | Bayern de Múnic   |
| 15     | DEF     | Sergio Ramos      | 30 de març de 1986     | 131     | 10   | Reial Madrid      |
| 16     | DEF     | Juanfran          | 9 de gener de 1985     | 17      | 0    | Atlètic de Madrid |
| 17     | DEF     | Mikel San José    | 30 de maig de 1989     | 5       | 0    | Athletic Club     |
| 18     | DEF     | Jordi Alba        | 21 de març de 1989     | 41      | 6    | FC Barcelona      |
| 19     | MIG     | Bruno Soriano     | 12 de juny de 1984     | 6       | 0    | Vila-real CF      |
| 20     | DAV     | Aritz Aduriz      | 11 de febrer de 1981   | 3       | 1    | Athletic Club     |
| 21     | MIG     | David Silva       | 8 de gener de 1986     | 96      | 23   | Manchester City   |
| 22     | DAV     | Nolito            | 15 d'octubre de 1986   | 7       | 2    | Celta de Vigo     |
| 23     | POR     | Sergio Rico       | 1 de setembre de 1993  | 0       | 0    | Sevilla FC        |

### República Txeca
Entrenador: Pavel Vrba
República Txeca va anunciar el seu equip definitiu el 31 de maig.
| Dorsal | Posició | Jugador                | Data de naixement/edat | Partits | Gols | Club                   |
| ------ | ------- | ---------------------- | ---------------------- | ------- | ---- | ---------------------- |
| 1      | POR     | Petr Čech              | 20 de maig de 1982     | 118     | 0    | Arsenal                |
| 2      | DEF     | Pavel Kadeřábek        | 25 d'abril de 1992     | 15      | 2    | 1899 Hoffenheim        |
| 3      | DEF     | Michal Kadlec          | 13 de desembre de 1984 | 63      | 8    | Fenerbahçe             |
| 4      | DEF     | Theodor Gebre Selassie | 24 de desembre de 1986 | 33      | 1    | Werder Bremen          |
| 5      | DEF     | Roman Hubník           | 6 de juny de 1984      | 24      | 2    | Viktoria Plzeň         |
| 6      | DEF     | Tomáš Sivok            | 15 de setembre de 1983 | 52      | 5    | Bursaspor              |
| 7      | DAV     | Tomáš Necid            | 13 d'agost de 1989     | 36      | 9    | Bursaspor              |
| 8      | DEF     | David Limberský        | 6 d'octubre de 1983    | 35      | 1    | Viktoria Plzeň         |
| 9      | MIG     | Bořek Dočkal           | 30 de setembre de 1988 | 23      | 6    | Sparta Praga           |
| 10     | MIG     | Tomáš Rosický          | 4 d'octubre de 1980    | 100     | 22   | Arsenal (capità)       |
| 11     | MIG     | Daniel Pudil           | 27 de setembre de 1985 | 31      | 2    | Sheffield Wednesday    |
| 12     | DAV     | Milan Škoda            | 16 de gener de 1986    | 7       | 2    | Slavia Prague          |
| 13     | MIG     | Jaroslav Plašil        | 5 de gener de 1982     | 97      | 6    | Bordeaux               |
| 14     | MIG     | Daniel Kolář           | 27 d'octubre de 1985   | 26      | 2    | Viktoria Plzeň         |
| 15     | MIG     | David Pavelka          | 18 de maig de 1991     | 5       | 0    | Kasımpaşa              |
| 16     | POR     | Tomáš Vaclík           | 29 de març de 1989     | 6       | 0    | Basel                  |
| 17     | DEF     | Marek Suchý            | 29 de març de 1988     | 26      | 0    | Basel                  |
| 18     | MIG     | Josef Šural            | 30 de maig de 1990     | 9       | 1    | Sparta Praga           |
| 19     | MIG     | Ladislav Krejčí        | 5 de juliol de 1992    | 20      | 4    | Sparta Praga           |
| 20     | MIG     | Jiří Skalák            | 12 de març de 1992     | 7       | 0    | Brighton & Hove Albion |
| 21     | DAV     | David Lafata           | 18 de setembre de 1981 | 37      | 8    | Sparta Praga           |
| 22     | MIG     | Vladimír Darida        | 8 d'agost de 1990      | 33      | 1    | Hertha BSC             |
| 23     | POR     | Tomáš Koubek           | 26 d'agost de 1992     | 1       | 0    | Slovan Liberec         |

### Turquia
Entrenador: Fatih Terim
Turquia va anunciar el seu equip definitiu el 31 de maig.
| Dorsal | Posició | Jugador            | Data de naixement/edat | Partits | Gols | Club                  |
| ------ | ------- | ------------------ | ---------------------- | ------- | ---- | --------------------- |
| 1      | POR     | Volkan Babacan     | 12 d'agost de 1988     | 16      | 0    | İstanbul Başakşehir   |
| 2      | DEF     | Semih Kaya         | 24 de febrer de 1991   | 23      | 0    | Galatasaray           |
| 3      | DEF     | Hakan Balta        | 23 de març de 1983     | 45      | 2    | Galatasaray           |
| 4      | DEF     | Ahmet Yılmaz Çalık | 22 de juny de 1994     | 4       | 0    | Gençlerbirliği        |
| 5      | MIG     | Nuri Şahin         | 5 de setembre de 1988  | 48      | 2    | Borussia Dortmund     |
| 6      | MIG     | Hakan Çalhanoğlu   | 8 de febrer de 1994    | 18      | 6    | Bayer Leverkusen      |
| 7      | DEF     | Gökhan Gönül       | 4 de gener de 1985     | 55      | 1    | Fenerbahçe            |
| 8      | MIG     | Selçuk İnan        | 10 de febrer de 1985   | 51      | 8    | Galatasaray           |
| 9      | DAV     | Cenk Tosun         | 7 de juny de 1991      | 9       | 3    | Beşiktaş              |
| 10     | MIG     | Arda Turan         | 30 de gener de 1987    | 90      | 17   | FC Barcelona (capità) |
| 11     | MIG     | Olcay Şahan        | 26 de maig de 1987     | 23      | 2    | Beşiktaş              |
| 12     | POR     | Onur Kıvrak        | 1 de gener de 1988     | 12      | 0    | Trabzonspor           |
| 13     | DEF     | İsmail Köybaşı     | 10 de juliol de 1989   | 18      | 0    | Beşiktaş              |
| 14     | MIG     | Oğuzhan Özyakup    | 23 de setembre de 1992 | 19      | 1    | Beşiktaş              |
| 15     | MIG     | Mehmet Topal       | 3 de març de 1986      | 58      | 1    | Fenerbahçe            |
| 16     | MIG     | Ozan Tufan         | 23 de març de 1995     | 23      | 1    | Fenerbahçe            |
| 17     | DAV     | Burak Yılmaz       | 15 de juliol de 1985   | 43      | 19   | Beijing Guoan         |
| 18     | MIG     | Caner Erkin        | 4 d'octubre de 1988    | 46      | 2    | Fenerbahçe            |
| 19     | MIG     | Yunus Mallı        | 24 de febrer de 1992   | 5       | 0    | 1. FSV Mainz 05       |
| 20     | MIG     | Volkan Şen         | 7 de juliol de 1987    | 16      | 0    | Fenerbahçe            |
| 21     | DAV     | Emre Mor           | 24 de juliol de 1997   | 1       | 0    | FC Nordsjælland       |
| 22     | DEF     | Şener Özbayraklı   | 23 de gener de 1990    | 8       | 0    | Fenerbahçe            |
| 23     | POR     | Harun Tekin        | 17 de juny de 1989     | 0       | 0    | Bursaspor             |

### Croàcia
Entrenador: Ante Čačić
Croàcia va anunciar el seu equip definitiu el 31 de maig.
| Dorsal | Posició | Jugador             | Data de naixement/edat | Partits | Gols | Club                      |
| ------ | ------- | ------------------- | ---------------------- | ------- | ---- | ------------------------- |
| 1      | POR     | Ivan Vargić         | 15 de març de 1987     | 2       | 0    | Rijeka                    |
| 2      | DEF     | Šime Vrsaljko       | 10 de gener de 1992    | 19      | 0    | Sassuolo                  |
| 3      | DEF     | Ivan Strinić        | 17 de juliol de 1987   | 35      | 0    | Napoli                    |
| 4      | MIG     | Ivan Perišić        | 2 de febrer de 1989    | 47      | 13   | Inter de Milà             |
| 5      | DEF     | Vedran Ćorluka      | 5 de febrer de 1986    | 88      | 4    | Lokomotiv Moscow          |
| 6      | DEF     | Tin Jedvaj          | 28 de novembre de 1995 | 3       | 0    | Bayer Leverkusen          |
| 7      | MIG     | Ivan Rakitić        | 10 de març de 1988     | 76      | 11   | FC Barcelona              |
| 8      | MIG     | Mateo Kovačić       | 6 de maig de 1994      | 27      | 1    | Reial Madrid              |
| 9      | DAV     | Andrej Kramarić     | 19 de juny de 1991     | 11      | 4    | 1899 Hoffenheim           |
| 10     | MIG     | Luka Modrić         | 9 de setembre de 1985  | 90      | 10   | Reial Madrid              |
| 11     | DEF     | Darijo Srna         | 1 de maig de 1982      | 130     | 22   | Shakhtar Donetsk (capità) |
| 12     | POR     | Lovre Kalinić       | 3 d'abril de 1990      | 4       | 0    | Hajduk Split              |
| 13     | DEF     | Gordon Schildenfeld | 18 de març de 1985     | 27      | 1    | Dinamo de Zagreb          |
| 14     | MIG     | Marcelo Brozović    | 16 de novembre de 1992 | 17      | 4    | Inter de Milà             |
| 15     | MIG     | Ante Ćorić          | 14 d'abril de 1997     | 2       | 0    | Dinamo de Zagreb          |
| 16     | DAV     | Nikola Kalinić      | 5 de gener de 1988     | 29      | 11   | Fiorentina                |
| 17     | DAV     | Mario Mandžukić     | 21 de maig de 1986     | 66      | 24   | Juventus                  |
| 18     | MIG     | Marko Rog           | 19 de juliol de 1995   | 3       | 0    | Dinamo de Zagreb          |
| 19     | MIG     | Milan Badelj        | 25 de febrer de 1989   | 20      | 1    | Fiorentina                |
| 20     | DAV     | Marko Pjaca         | 6 de maig de 1995      | 8       | 1    | Dinamo de Zagreb          |
| 21     | DEF     | Domagoj Vida        | 29 d'abril de 1989     | 38      | 1    | Dynamo Kyiv               |
| 22     | DAV     | Duje Čop            | 1 de febrer de 1990    | 4       | 0    | Màlaga CF                 |
| 23     | POR     | Danijel Subašić     | 27 d'octubre de 1984   | 20      | 0    | Monaco                    |

## Grup E

### Bèlgica
Entrenador: Marc Wilmots
Bèlgica va anunciar el seu equip definitiu el 31 de maig.
| Dorsal | Posició | Jugador                   | Data de naixement/edat | Partits | Gols | Club                   |
| ------ | ------- | ------------------------- | ---------------------- | ------- | ---- | ---------------------- |
| 1      | POR     | Thibaut Courtois          | 11 de maig de 1992     | 37      | 0    | Chelsea                |
| 2      | DEF     | Toby Alderweireld         | 2 de març de 1989      | 55      | 1    | Tottenham Hotspur      |
| 3      | DEF     | Thomas Vermaelen          | 14 de novembre de 1985 | 53      | 1    | FC Barcelona           |
| 4      | MIG     | Radja Nainggolan          | 4 de maig de 1988      | 19      | 4    | Roma                   |
| 5      | DEF     | Jan Vertonghen            | 24 d'abril de 1987     | 77      | 6    | Tottenham Hotspur      |
| 6      | MIG     | Axel Witsel               | 12 de gener de 1989    | 67      | 6    | Zenit Saint Petersburg |
| 7      | DAV     | Kevin De Bruyne           | 28 de juny de 1991     | 39      | 12   | Manchester City        |
| 8      | MIG     | Marouane Fellaini         | 22 de novembre de 1987 | 68      | 15   | Manchester United      |
| 9      | DAV     | Romelu Lukaku             | 13 de maig de 1993     | 44      | 12   | Everton                |
| 10     | DAV     | Eden Hazard               | 7 de gener de 1991     | 65      | 13   | Chelsea (capità)       |
| 11     | DAV     | Yannick Ferreira Carrasco | 4 de setembre de 1993  | 4       | 0    | Atlètic de Madrid      |
| 12     | POR     | Simon Mignolet            | 6 de març de 1988      | 16      | 0    | Liverpool              |
| 13     | POR     | Jean-François Gillet      | 31 de maig de 1979     | 9       | 0    | Mechelen               |
| 14     | DAV     | Dries Mertens             | 6 de maig de 1987      | 45      | 8    | Napoli                 |
| 15     | DEF     | Jason Denayer             | 28 de juny de 1995     | 7       | 0    | Galatasaray            |
| 16     | DEF     | Thomas Meunier            | 12 de setembre de 1991 | 5       | 0    | Club Brugge            |
| 17     | DAV     | Divock Origi              | 18 d'abril de 1995     | 19      | 3    | Liverpool              |
| 18     | DEF     | Christian Kabasele        | 24 de febrer de 1991   | 0       | 0    | Genk                   |
| 19     | MIG     | Mousa Dembélé             | 16 de juliol de 1987   | 65      | 5    | Tottenham Hotspur      |
| 20     | DAV     | Christian Benteke         | 3 de desembre de 1990  | 26      | 6    | Liverpool              |
| 21     | DEF     | Jordan Lukaku             | 25 de juliol de 1994   | 4       | 0    | Oostende               |
| 22     | DAV     | Michy Batshuayi           | 2 d'octubre de 1993    | 5       | 2    | Marseille              |
| 23     | DEF     | Laurent Ciman             | 5 d'agost de 1985      | 11      | 1    | Montreal Impact        |

### Itàlia
Entrenador: Antonio Conte
Itàlia va anunciar el seu equip definitiu el 31 de maig.
| Dorsal | Posició | Jugador               | Data de naixement/edat | Partits | Gols | Club                |
| ------ | ------- | --------------------- | ---------------------- | ------- | ---- | ------------------- |
| 1      | POR     | Gianluigi Buffon      | 28 de gener de 1978    | 157     | 0    | Juventus (capità)   |
| 2      | DEF     | Mattia De Sciglio     | 20 d'octubre de 1992   | 22      | 0    | Milan               |
| 3      | DEF     | Giorgio Chiellini     | 14 d'agost de 1984     | 84      | 6    | Juventus            |
| 4      | DEF     | Matteo Darmian        | 2 de desembre de 1989  | 22      | 1    | Manchester United   |
| 5      | DEF     | Angelo Ogbonna        | 23 de maig de 1988     | 11      | 0    | West Ham United     |
| 6      | MIG     | Antonio Candreva      | 28 de febrer de 1987   | 38      | 4    | Lazio               |
| 7      | DAV     | Simone Zaza           | 25 de juny de 1991     | 11      | 1    | Juventus            |
| 8      | MIG     | Alessandro Florenzi   | 11 de març de 1991     | 17      | 2    | Roma                |
| 9      | DAV     | Graziano Pellè        | 15 de juliol de 1985   | 13      | 5    | Southampton         |
| 10     | MIG     | Thiago Motta          | 28 d'agost de 1982     | 26      | 1    | Paris Saint-Germain |
| 11     | DAV     | Ciro Immobile         | 20 de febrer de 1990   | 13      | 1    | Torino FC           |
| 12     | POR     | Salvatore Sirigu      | 12 de gener de 1987    | 16      | 0    | Paris Saint-Germain |
| 13     | POR     | Federico Marchetti    | 7 de febrer de 1983    | 11      | 0    | Lazio               |
| 14     | MIG     | Stefano Sturaro       | 9 de març de 1993      | 1       | 0    | Juventus            |
| 15     | DEF     | Andrea Barzagli       | 8 de maig de 1981      | 56      | 0    | Juventus            |
| 16     | MIG     | Daniele De Rossi      | 24 de juliol de 1983   | 103     | 18   | Roma                |
| 17     | DAV     | Éder                  | 15 de novembre de 1986 | 10      | 2    | Inter de Milà       |
| 18     | MIG     | Marco Parolo          | 25 de gener de 1985    | 20      | 0    | Lazio               |
| 19     | DEF     | Leonardo Bonucci      | 1 de maig de 1987      | 57      | 3    | Juventus            |
| 20     | DAV     | Lorenzo Insigne       | 4 de juny de 1991      | 9       | 2    | Napoli              |
| 21     | MIG     | Federico Bernardeschi | 16 de febrer de 1994   | 4       | 0    | Fiorentina          |
| 22     | DAV     | Stephan El Shaarawy   | 27 d'octubre de 1992   | 19      | 3    | Roma                |
| 23     | MIG     | Emanuele Giaccherini  | 5 de maig de 1985      | 25      | 3    | Bologna             |

### República d'Irlanda
Entrenador:  Martin O'Neill
Irlanda va anunciar el seu equip definitiu el 31 de maig.
| Dorsal | Posició | Jugador          | Data de naixement/edat | Partits | Gols | Club                 |
| ------ | ------- | ---------------- | ---------------------- | ------- | ---- | -------------------- |
| 1      | POR     | Keiren Westwood  | 23 d'octubre de 1984   | 18      | 0    | Sheffield Wednesday  |
| 2      | DEF     | Séamus Coleman   | 11 d'octubre de 1988   | 34      | 0    | Everton              |
| 3      | DEF     | Ciaran Clark     | 26 de setembre de 1989 | 17      | 2    | Aston Villa          |
| 4      | DEF     | John O'Shea      | 30 d'abril de 1981     | 111     | 3    | Sunderland           |
| 5      | DEF     | Richard Keogh    | 11 d'agost de 1986     | 12      | 1    | Derby County         |
| 6      | MIG     | Glenn Whelan     | 13 de gener de 1984    | 71      | 2    | Stoke City           |
| 7      | MIG     | Aiden McGeady    | 4 d'abril de 1986      | 82      | 5    | Everton              |
| 8      | MIG     | James McCarthy   | 12 de novembre de 1990 | 35      | 0    | Everton              |
| 9      | DAV     | Shane Long       | 22 de gener de 1987    | 63      | 16   | Southampton          |
| 10     | DAV     | Robbie Keane     | 8 de juliol de 1980    | 143     | 67   | LA Galaxy (capità)   |
| 11     | MIG     | James McClean    | 22 d'abril de 1989     | 38      | 5    | West Bromwich Albion |
| 12     | DEF     | Shane Duffy      | 1 de gener de 1992     | 3       | 0    | Blackburn Rovers     |
| 13     | MIG     | Jeff Hendrick    | 31 de gener de 1992    | 21      | 0    | Derby County         |
| 14     | DAV     | Jonathan Walters | 20 de setembre de 1983 | 39      | 10   | Stoke City           |
| 15     | DEF     | Cyrus Christie   | 30 de setembre de 1992 | 5       | 1    | Derby County         |
| 16     | POR     | Shay Given       | 20 d'abril de 1976     | 134     | 0    | Stoke City           |
| 17     | DEF     | Stephen Ward     | 20 d'agost de 1985     | 33      | 3    | Burnley              |
| 18     | MIG     | David Meyler     | 29 de maig de 1989     | 16      | 0    | Hull City            |
| 19     | MIG     | Robbie Brady     | 14 de gener de 1992    | 23      | 4    | Norwich City         |
| 20     | MIG     | Wes Hoolahan     | 20 de maig de 1982     | 30      | 2    | Norwich City         |
| 21     | DAV     | Daryl Murphy     | 15 de març de 1983     | 21      | 0    | Ipswich Town         |
| 22     | MIG     | Stephen Quinn    | 4 d'abril de 1986      | 15      | 0    | Reading              |
| 23     | POR     | Darren Randolph  | 12 de maig de 1987     | 9       | 0    | West Ham United      |

### Suècia
Entrenador: Erik Hamrén
Suècia va anunciar el seu equip definitiu l'11 de maig.
| Dorsal | Posició | Jugador             | Data de naixement/edat | Partits | Gols | Club                         |
| ------ | ------- | ------------------- | ---------------------- | ------- | ---- | ---------------------------- |
| 1      | POR     | Andreas Isaksson    | 3 d'octubre de 1981    | 129     | 0    | Kasımpaşa                    |
| 2      | DEF     | Mikael Lustig       | 13 de desembre de 1986 | 51      | 2    | Celtic                       |
| 3      | DEF     | Erik Johansson      | 30 de desembre de 1988 | 8       | 0    | Copenhagen                   |
| 4      | DEF     | Andreas Granqvist   | 16 d'abril de 1985     | 51      | 3    | Krasnodar                    |
| 5      | DEF     | Martin Olsson       | 17 de maig de 1988     | 34      | 5    | Norwich City                 |
| 6      | MIG     | Emil Forsberg       | 23 d'octubre de 1991   | 16      | 1    | RB Leipzig                   |
| 7      | MIG     | Sebastian Larsson   | 6 de juny de 1985      | 83      | 6    | Sunderland                   |
| 8      | MIG     | Albin Ekdal         | 28 de juliol de 1989   | 21      | 0    | Hamburger SV                 |
| 9      | MIG     | Kim Källström       | 24 d'agost de 1982     | 127     | 16   | Grasshopper                  |
| 10     | DAV     | Zlatan Ibrahimović  | 3 d'octubre de 1981    | 112     | 62   | Paris Saint-Germain (capità) |
| 11     | DAV     | Marcus Berg         | 17 d'agost de 1986     | 37      | 10   | Panathinaikos                |
| 12     | POR     | Robin Olsen         | 8 de gener de 1990     | 3       | 0    | Copenhagen                   |
| 13     | DEF     | Pontus Jansson      | 13 de febrer de 1991   | 8       | 0    | Torino FC                    |
| 14     | DEF     | Victor Lindelöf     | 17 de juliol de 1994   | 3       | 0    | Benfica                      |
| 15     | MIG     | Oscar Hiljemark     | 28 de juny de 1992     | 10      | 1    | Palermo                      |
| 16     | MIG     | Pontus Wernbloom    | 25 de juny de 1986     | 51      | 2    | CSKA Moscow                  |
| 17     | DEF     | Ludwig Augustinsson | 21 d'abril de 1994     | 3       | 0    | Copenhagen                   |
| 18     | MIG     | Oscar Lewicki       | 14 de juliol de 1992   | 9       | 0    | Malmö FF                     |
| 19     | DAV     | Emir Kujović        | 22 de juny de 1988     | 3       | 1    | IFK Norrköping               |
| 20     | DAV     | John Guidetti       | 15 d'abril de 1992     | 8       | 0    | Celta de Vigo                |
| 21     | MIG     | Jimmy Durmaz        | 22 de març de 1989     | 31      | 2    | Olympiacos                   |
| 22     | MIG     | Erkan Zengin        | 5 d'agost de 1985      | 20      | 3    | Trabzonspor                  |
| 23     | POR     | Patrik Carlgren     | 8 de gener de 1992     | 1       | 0    | AIK                          |

## Grup F

### Portugal
Entrenador: Fernando Santos
Portugal va anunciar el seu equip definitiu el 17 de maig.
| Dorsal | Posició | Jugador           | Data de naixement/edat | Partits | Gols | Club                  |
| ------ | ------- | ----------------- | ---------------------- | ------- | ---- | --------------------- |
| 1      | POR     | Rui Patrício      | 15 de febrer de 1988   | 43      | 0    | Sporting CP           |
| 2      | DEF     | Bruno Alves       | 27 de novembre de 1981 | 84      | 10   | Fenerbahçe            |
| 3      | DEF     | Pepe              | 26 de febrer de 1983   | 70      | 3    | Reial Madrid          |
| 4      | DEF     | José Fonte        | 22 de desembre de 1983 | 10      | 0    | Southampton           |
| 5      | DEF     | Raphaël Guerreiro | 22 de desembre de 1993 | 6       | 2    | Lorient               |
| 6      | DEF     | Ricardo Carvalho  | 18 de maig de 1978     | 84      | 5    | Monaco                |
| 7      | DAV     | Cristiano Ronaldo | 5 de febrer de 1985    | 125     | 56   | Reial Madrid (capità) |
| 8      | MIG     | João Moutinho     | 8 de setembre de 1986  | 82      | 4    | Monaco                |
| 9      | DAV     | Éder              | 22 de desembre de 1987 | 24      | 2    | Lille                 |
| 10     | MIG     | João Mário        | 19 de gener de 1993    | 9       | 0    | Sporting CP           |
| 11     | MIG     | Vieirinha         | 24 de gener de 1986    | 20      | 1    | VfL Wolfsburg         |
| 12     | POR     | Anthony Lopes     | 1 d'octubre de 1990    | 4       | 0    | Lyon                  |
| 13     | MIG     | Danilo            | 9 de setembre de 1991  | 10      | 0    | FC Porto              |
| 14     | MIG     | William Carvalho  | 7 d'abril de 1992      | 18      | 0    | Sporting CP           |
| 15     | MIG     | André Gomes       | 30 de juliol de 1993   | 6       | 0    | València CF           |
| 16     | MIG     | Renato Sanches    | 18 d'agost de 1997     | 3       | 0    | Benfica               |
| 17     | DAV     | Nani              | 17 de novembre de 1986 | 94      | 18   | Fenerbahçe            |
| 18     | MIG     | Rafa Silva        | 17 de maig de 1993     | 7       | 0    | Braga                 |
| 19     | DEF     | Eliseu            | 1 d'octubre de 1983    | 15      | 1    | Benfica               |
| 20     | DAV     | Ricardo Quaresma  | 26 de setembre de 1983 | 48      | 5    | Beşiktaş              |
| 21     | DEF     | Cédric Soares     | 31 d'agost de 1991     | 10      | 0    | Southampton           |
| 22     | POR     | Eduardo           | 19 de setembre de 1982 | 35      | 0    | Dinamo de Zagreb      |
| 23     | MIG     | Adrien Silva      | 15 de març de 1989     | 8       | 0    | Sporting CP           |

### Islàndia
Entrenadors: Heimir Hallgrímsson i  Lars Lagerbäck
Islàndia va anunciar el seu equip definitiu el 9 de maig.
| Dorsal | Posició | Jugador                   | Data de naixement/edat | Partits | Gols | Club                  |
| ------ | ------- | ------------------------- | ---------------------- | ------- | ---- | --------------------- |
| 1      | POR     | Hannes Þór Halldórsson    | 28 d'abril de 1984     | 32      | 0    | Bodø/Glimt            |
| 2      | DEF     | Birkir Már Sævarsson      | 11 de novembre de 1984 | 56      | 0    | Hammarby IF           |
| 3      | DEF     | Haukur Heiðar Hauksson    | 1 de setembre de 1991  | 6       | 0    | AIK                   |
| 4      | DEF     | Hjörtur Hermannsson       | 8 de febrer de 1995    | 2       | 0    | IFK Göteborg          |
| 5      | DEF     | Sverrir Ingi Ingason      | 5 d'agost de 1993      | 4       | 1    | Lokeren               |
| 6      | DEF     | Ragnar Sigurðsson         | 19 de juny de 1986     | 54      | 1    | Krasnodar             |
| 7      | DAV     | Jóhann Berg Guðmundsson   | 27 d'octubre de 1990   | 45      | 5    | Charlton Athletic     |
| 8      | MIG     | Birkir Bjarnason          | 27 de maig de 1988     | 46      | 6    | Basel                 |
| 9      | DAV     | Kolbeinn Sigþórsson       | 14 de març de 1990     | 37      | 19   | Nantes                |
| 10     | MIG     | Gylfi Sigurðsson          | 8 de setembre de 1989  | 37      | 12   | Swansea City          |
| 11     | DAV     | Alfreð Finnbogason        | 1 de febrer de 1989    | 32      | 7    | FC Augsburg           |
| 12     | POR     | Ögmundur Kristinsson      | 19 de juny de 1989     | 10      | 0    | Hammarby IF           |
| 13     | POR     | Ingvar Jónsson            | 18 d'octubre de 1989   | 4       | 0    | Sandefjord            |
| 14     | MIG     | Kári Árnason              | 13 d'octubre de 1982   | 47      | 2    | Malmö FF              |
| 15     | DAV     | Jón Daði Böðvarsson       | 25 de maig de 1992     | 20      | 1    | 1. FC Kaiserslautern  |
| 16     | MIG     | Rúnar Már Sigurjónsson    | 18 de juny de 1990     | 9       | 1    | GIF Sundsvall         |
| 17     | MIG     | Aron Gunnarsson           | 22 d'abril de 1989     | 57      | 2    | Cardiff City (capità) |
| 18     | DEF     | Theódór Elmar Bjarnason   | 4 de març de 1987      | 25      | 0    | AGF                   |
| 19     | DEF     | Hörður Björgvin Magnússon | 11 de febrer de 1993   | 3       | 0    | Cesena                |
| 20     | MIG     | Emil Hallfreðsson         | 29 de juny de 1984     | 52      | 1    | Udinese               |
| 21     | DEF     | Arnór Ingvi Traustason    | 30 d'abril de 1993     | 6       | 3    | IFK Norrköping        |
| 22     | DAV     | Eiður Guðjohnsen          | 15 de setembre de 1978 | 84      | 25   | Molde FK              |
| 23     | DEF     | Ari Freyr Skúlason        | 14 de maig de 1987     | 37      | 0    | OB                    |

### Àustria
Entrenador:  Marcel Koller
Àustria va anunciar el seu equip definitiu el 31 de maig.
| Dorsal | Posició | Jugador               | Data de naixement/edat | Partits | Gols | Club                     |
| ------ | ------- | --------------------- | ---------------------- | ------- | ---- | ------------------------ |
| 1      | POR     | Robert Almer          | 20 de març de 1984     | 28      | 0    | Austria Wien             |
| 2      | MIG     | György Garics         | 8 de març de 1984      | 41      | 2    | Darmstadt 98             |
| 3      | DEF     | Aleksandar Dragović   | 6 de març de 1991      | 47      | 1    | Dynamo Kyiv              |
| 4      | DEF     | Martin Hinteregger    | 7 de setembre de 1992  | 14      | 0    | Borussia Mönchengladbach |
| 5      | DEF     | Christian Fuchs       | 7 d'abril de 1986      | 75      | 1    | Leicester City (capità)  |
| 6      | MIG     | Stefan Ilsanker       | 18 de maig de 1989     | 16      | 0    | RB Leipzig               |
| 7      | DAV     | Marko Arnautović      | 19 d'abril de 1989     | 52      | 11   | Stoke City               |
| 8      | MIG     | David Alaba           | 24 de juny de 1992     | 46      | 11   | Bayern de Múnic          |
| 9      | DAV     | Rubin Okotie          | 6 de juny de 1987      | 17      | 2    | 1860 München             |
| 10     | MIG     | Zlatko Junuzović      | 26 de setembre de 1987 | 48      | 7    | Werder Bremen            |
| 11     | MIG     | Martin Harnik         | 10 de juny de 1987     | 58      | 14   | VfB Stuttgart            |
| 12     | POR     | Heinz Lindner         | 17 de juliol de 1990   | 8       | 0    | Eintracht Frankfurt      |
| 13     | DEF     | Markus Suttner        | 16 d'abril de 1987     | 16      | 0    | Ingolstadt 04            |
| 14     | MIG     | Julian Baumgartlinger | 2 de gener de 1988     | 45      | 1    | Mainz 05                 |
| 15     | DEF     | Sebastian Prödl       | 21 de juny de 1987     | 57      | 4    | Watford                  |
| 16     | DEF     | Kevin Wimmer          | 15 de novembre de 1992 | 3       | 0    | Tottenham Hotspur        |
| 17     | DEF     | Florian Klein         | 17 de novembre de 1986 | 37      | 0    | VfB Stuttgart            |
| 18     | MIG     | Alessandro Schöpf     | 7 de febrer de 1994    | 4       | 1    | Schalke 04               |
| 19     | DAV     | Lukas Hinterseer      | 28 de març de 1991     | 10      | 0    | Ingolstadt 04            |
| 20     | MIG     | Marcel Sabitzer       | 17 de març de 1994     | 18      | 3    | RB Leipzig               |
| 21     | DAV     | Marc Janko            | 25 de juny de 1983     | 54      | 26   | Basel                    |
| 22     | MIG     | Jakob Jantscher       | 8 de gener de 1989     | 22      | 1    | Luzern                   |
| 23     | POR     | Ramazan Özcan         | 28 de juny de 1984     | 7       | 0    | Ingolstadt 04            |

### Hongria
Entrenador:  Bernd Storck
Hongria va anunciar el seu equip definitiu el 31 de maig.
| Dorsal | Posició | Jugador             | Data de naixement/edat | Partits | Gols | Club               |
| ------ | ------- | ------------------- | ---------------------- | ------- | ---- | ------------------ |
| 1      | POR     | Gábor Király        | 1 d'abril de 1976      | 103     | 0    | Haladás            |
| 2      | DEF     | Ádám Lang           | 17 de gener de 1993    | 11      | 0    | Videoton           |
| 3      | DEF     | Mihály Korhut       | 1 de desembre de 1988  | 4       | 0    | Debrecen           |
| 4      | DEF     | Tamás Kádár         | 14 de març de 1990     | 30      | 0    | Lech Poznań        |
| 5      | DEF     | Attila Fiola        | 17 de febrer de 1990   | 15      | 0    | Puskás Akadémia    |
| 6      | MIG     | Ákos Elek           | 21 de juliol de 1988   | 38      | 1    | Diósgyőri VTK      |
| 7      | DAV     | Balázs Dzsudzsák    | 23 de desembre de 1986 | 78      | 18   | Bursaspor (capità) |
| 8      | MIG     | Ádám Nagy           | 17 de juny de 1995     | 8       | 0    | Ferencváros        |
| 9      | DAV     | Ádám Szalai         | 9 de desembre de 1987  | 32      | 8    | Hannover 96        |
| 10     | DAV     | Zoltán Gera         | 22 d'abril de 1979     | 89      | 24   | Ferencváros        |
| 11     | DAV     | Krisztián Németh    | 5 de gener de 1989     | 24      | 3    | Al-Gharafa         |
| 12     | POR     | Dénes Dibusz        | 16 de novembre de 1990 | 4       | 0    | Ferencváros        |
| 13     | DAV     | Dániel Böde         | 24 d'octubre de 1986   | 12      | 4    | Ferencváros        |
| 14     | MIG     | Gergő Lovrencsics   | 1 de setembre de 1988  | 12      | 1    | Lech Poznań        |
| 15     | MIG     | László Kleinheisler | 8 d'abril de 1994      | 5       | 1    | Werder Bremen      |
| 16     | DEF     | Ádám Pintér         | 12 de juny de 1988     | 21      | 0    | Ferencváros        |
| 17     | DAV     | Nemanja Nikolić     | 31 de desembre de 1987 | 18      | 3    | Legia Warsaw       |
| 18     | MIG     | Zoltán Stieber      | 16 d'octubre de 1988   | 12      | 2    | 1. FC Nürnberg     |
| 19     | DAV     | Tamás Priskin       | 27 de setembre de 1986 | 56      | 17   | Slovan Bratislava  |
| 20     | DEF     | Richárd Guzmics     | 16 d'abril de 1987     | 14      | 1    | Wisła Kraków       |
| 21     | DEF     | Barnabás Bese       | 6 de maig de 1994      | 1       | 0    | MTK Budapest       |
| 22     | POR     | Péter Gulácsi       | 6 de maig de 1990      | 3       | 0    | RB Leipzig         |
| 23     | DEF     | Roland Juhász       | 1 de juliol de 1983    | 91      | 6    | Videoton           |

## Jugadors

### Per club
| Jugadors | Clubs |
| -------- | --- |
| 12       | Liverpool · Juventus |
| 11       | Tottenham Hotspur |
| 10       | Manchester United |
| 9        | Bayern de Múnic · FC Barcelona · Fenerbahçe |
| 8        | Arsenal · Roma · CSKA Moscow · Reial Madrid · Basel · Shakhtar Donetsk |
| 7        | Southampton · Zenit Saint Petersburg · Beşiktaş · Dynamo Kyiv |
| 6        | Dinamo de Zagreb · Viktoria Plzeň · Chelsea, Everton, Manchester City · Ferencváros · Napoli |
| 5        | Stoke City · Borussia Dortmund · Fiorentina · Legia Warsaw · Krasnodar, Lokomotiv Moscow · Bursaspor, Galatasaray |
| 4        | Sparta Praga · Crystal Palace, Leicester City, Reading, Watford, West Bromwich Albion, West Ham United · Paris Saint-Germain · Bayer Leverkusen, Borussia Mönchengladbach, RB Leipzig, Schalke 04, VfL Wolfsburg · Lazio · Sporting CP · Steaua București · Atlètic de Madrid, Sevilla FC · Swansea City |
| 3        | Ludogorets Razgrad · Rijeka · Copenhagen · Burnley, Derby County, Fulham, Norwich City, Sheffield Wednesday · Lyon, Monaco, Nantes, Rennes · 1. FC Köln, 1. FSV Mainz 05, 1899 Hoffenheim, Ingolstadt 04, Werder Bremen · Inter de Milà, Torino FC · Lech Poznań · Benfica · Astra Giurgiu · Slovan Bratislava · Kasımpaşa · Dnipro Dnipropetrovsk, Zorya Luhansk |
| 2        | Birmingham City, Blackburn Rovers, Milton Keynes Dons, Nottingham Forest, Sunderland · Marseille · Eintracht Frankfurt, FC Augsburg, Hamburger SV, Hertha BSC, VfB Stuttgart · PAOK · Videoton · Milan, Palermo · Lechia Gdańsk, Wisła Kraków · FC Porto · Al-Gharafa · Spartak Moscow · Athletic Club, Celta de Vigo · València CF · AIK, Hammarby IF, IFK Norrköping, Malmö FF · Grasshoppers, Young Boys · Gençlerbirliği, İstanbul Başakşehir, Trabzonspor |
| 1        | Partizani Tirana, Skënderbeu Korçë · Melbourne City · Austria Wien, Rapid Wien · Qarabağ · Club Brugge, Genk, Lokeren, Mechelen, Oostende · Montreal Impact · Beijing Guoan · Hajduk Split · Jablonec, Slavia Prague, Slovan Liberec · AGF, FC Nordsjælland, OB · AFC Bournemouth, Aston Villa, Brighton & Hove Albion, Charlton Athletic, Doncaster Rovers, Fleetwood Town, Hull City, Ipswich Town, Leeds United, Millwall, Newcastle United, Notts County, Queens Park Rangers, Wigan Athletic, Wolverhampton Wanderers · Bordeaux, Lille, Lorient, Toulouse · 1860 München, 1. FC Kaiserslautern, 1. FC Nürnberg, Darmstadt 98, Hannover 96, SC Freiburg · Olympiacos, Panathinaikos, PAS Giannina · Debrecen, Diósgyőri VTK, Haladás, MTK Budapest, Puskás Akadémia · Hapoel Be'er Sheva · Bologna, Cagliari, Cesena, Como, Empoli, Frosinone, Genoa, Pescara, Sampdoria, Sassuolo, Udinese · FC Kairat · Vaduz · Tigres UANL · Ajax, Willem II · FK Bodø/Glimt, Molde FK, Sandefjord · Cracovia, Ruch Chorzów, Zagłębie Lubin · Braga · Al-Sailiya · Dinamo București, Pandurii Târgu Jiu · Amkar Perm, Dynamo Moscow, Terek Grozny, Ufa · Al-Ittihad · Aberdeen, Celtic, Hamilton Academical, Inverness Caledonian Thistle, Kilmarnock, St Johnstone · Žilina · Córdoba CF, Màlaga CF, Rayo Vallecano, Vila-real CF · GIF Sundsvall, IFK Göteborg · Lugano, Luzern, Zürich · Osmanlıspor · Colorado Rapids, LA Galaxy · Cardiff City |

### Per país del club
Els països en cursiva no estan representats a l'Eurocopa
| Jugadors | Clubs                                                                                          |
| -------- | ---------------------------------------------------------------------------------------------- |
| 134      | Anglaterra                                                                                     |
| 65       | Alemanya                                                                                       |
| 56       | Itàlia                                                                                         |
| 36       | Turquia                                                                                        |
| 35       | Espanya                                                                                        |
| 32       | Rússia                                                                                         |
| 22       | França                                                                                         |
| 21       | Ucraïna                                                                                        |
| 15       | Polònia, Suïssa                                                                                |
| 13       | República Txeca, Hongria                                                                       |
| 10       | Croàcia, Portugal, Suècia                                                                      |
| 9        | Romania                                                                                        |
| 6        | Dinamarca, Escòcia                                                                             |
| 5        | Bèlgica, Grècia, Gal·les                                                                       |
| 4        | Eslovàquia                                                                                     |
| 3        | Bulgària, Noruega, Qatar                                                                       |
| 2        | Albània, Àustria, Països Baixos, Estats Units                                                  |
| 1        | Austràlia, Azerbaitjan, Canadà, Xina, Israel, Kazakhstan, Liechtenstein, Mèxic, Aràbia Saudita |
| 0        | Islàndia, Irlanda del Nord Irlanda                                                             |